# Aki Salmela
Aki Salmela, född 1976 i Vanda, är en finländsk poet och översättare. 
Salmela debutersde 2004 med diktsamlingen Sanomattomia lehtiä, vilken följdes av diktsamlingarna Leikitään kotia (2005), Tyhjyyden ympärillä (2008) och prosadiktsamlingen Yhtä ja samaa (2009), i vilken han med ett motto av Ludwig Wittgenstein utvecklar metatextuella nivåer och ironiskt betraktar den omgivande världen. Han har även översatt lyriker som John Ashbery, Paul Celan, Gertrude Stein och Frank O'Hara. Han tilldelades Kalevi Jäntti-priset 2004.